# Uhrig-Römer-Gruppe
Die Uhrig-Römer-Gruppe war eine reichsweite kommunistische Widerstandsgruppe gegen den Nationalsozialismus. Sie hatte ihren Kern in Berlin und Brandenburg. Robert Uhrig und Josef Römer führten diese Widerstandsgruppe an.

## Geschichte
Die Widerstandsgruppe Uhrig-Römer wurde 1938 durch Robert Uhrig gegründet. Dabei baute er in den nachfolgenden Jahren ein Netz von verschiedenen Widerstandsgruppen in vielen Berliner Betrieben zur Uhrig-Gruppe auf. In Berlin, Brandenburg, Südbayern und in Tirol war die Widerstandsgruppe aktiv und hatte an allen Standorten zusammen eine größere dreistellige Mitgliederanzahl. Uhrig leitete damit eine der größten antifaschistischen Widerstandsorganisationen in Deutschland und Österreich. Die Uhrig-Organisation arbeitete außerdem mit Gruppen in Essen, Hannover, Hildesheim, Dortmund, Leipzig (Willy Gebel) und Hamburg zusammen. Nach Dänemark, in die Tschechoslowakei und in die Niederlande gab es auch paneuropäische, kommunistische Kontakte.
Viele Mitglieder waren bereits in der Vergangenheit in kommunistischen Widerstandsgruppen aktiv gewesen. Sie hatten ausreichend Erfahrung in Sachen Widerstandsarbeit. Die Mitarbeit in der Gruppe war weder von einer Parteizugehörigkeit oder einer sozialer Herkunft abhängig. Als Beispiele für parteilose Gruppenmitglieder können Charlotte Eisenblätter, Engelbert Kimmberger, Viktor da Pont, Hans Hartwimmer, Johann Reisinger, Gustav Straub, Philipp Zöllner, Georg Klinner, Erich Kühne, Ignaz Zloczower, Alfred Mehlhemmer, Gustav Kensy, Karl Hübener, Raimund Gstür, Max Drescher, Otto Puchert, und Paul Seher genannt werden. Natürlich gab es in der Gruppe auch viele Kommunisten und einige Sozialdemokraten. In der Gruppe sind viele Arbeiter und Handwerker zu finden. Aber auch andere Berufsfelder wie Ingenieure, Künstler, Offiziere oder Beamte finden sich bei der Gruppe. Allerdings dominierten kommunistisch orientierte Metallarbeiter die Gruppe.
Das Ziel der Gruppe war die Errichtung eines sozialistischen Staates nach dem Sturz der Hitler-Diktatur. Dazu rief die Gruppe zu Sabotageakten auf und bemühte sich, Informationen zur wirtschaftlichen und militärischen Lage zu bekommen und an die Arbeiter weiterzugeben. Die Gruppe brachte ab dem Spätsommer 1941 das Untergrund-Blatt Informationsdienst zweimal im Monat heraus. Das Redaktionsteam bestand aus Karl Frank, Otto Klippenstein und Willy Sachse. Auch der Schriftsteller Alexander Graf Stenbock-Fermor („Der rote Graf“) arbeitete beim Informationsdienst redaktionell mit. Im Februar 1942 wurde der letzte Informationsdienst fertiggestellt.

## Zellen der Uhrig-Römer-Gruppe
Es war die Aufgabe von Robert Uhrig, in Berlin und Brandenburg Betriebszellen aufzubauen. Es gab auch sieben Wohngebietszellen der Uhrig-Römer-Gruppe. Die Leiter dieser Wohngebietszellen waren unter anderen Heinrich Preuss, Alfred Strege, Erich Rochler, Helmut Masche, Hermann Michaelis und Alois Wiesen.

## Fusion mit der „Römer-Gruppe“
Die Zusammenarbeit mit der „Römer-Gruppe“ begann im Jahr 1941. Im Frühjahr 1941 vermittelte Alexander Graf Stenbock-Fermor Dr. Römer den Kontakt zu Willy Sachse und seinen Freunden. Ab Herbst 1941 gab es eine enge Zusammenarbeit mit Beppo Römer und seiner Gruppe. Es wurde vereinbart, dass beide Gruppen relativ selbstständig bleiben durften. Uhrig konnte über Römer seine Verbindungen nach München zur Hartwimmer-Olschewski-Gruppe und schließlich bis Tirol ausdehnen. Es begann aber eine schwierige und kurze Zusammenarbeit.

## Zusammenarbeit mit der Münchener Gruppe
Die Verbindungen der Berliner Kommunisten mit den Oberbayerischen Kommunisten entwickelten sich erst im 2. Halbjahr 1941 stärker. Willy Sachse und Beppo Römer führten dort intensive Gespräche mit den dortigen Antifaschisten. Im Oktober 1941 fuhr auch Robert Uhrig nach München. Ansprechpartner waren zumeist Wilhelm Olschewski senior sowie Hans Hartwimmer, aber auch andere Kommunisten in entsprechenden Funktionen. Themen waren die Ansichten zur Innenpolitik, zur Außenpolitik und die Stoßrichtung und die Ziele des gemeinsamen Widerstandes.
Folgende Personen gehörten unter anderem zu dieser Widerstandsgruppe: Wilhelm Olschewski senior, Wilhelm Olschewski junior, Hans Hartwimmer, Otto Binder, Johann Hintzen, Alfons Gaar, Alfons Bichlmeier, Otto Trögl, Jakob Blendl, Simon Hutzler, Raimund Gstür, Richard Plötz, Martin Scheungrab, Gustav Straub, Johann Reisinger, Robert Deggenfelder, Otto Carus, ein gewisser Hubauer und die Soldaten Ludwig Stark, Franz Espertshuber, Siebenhüter und Klingeisen, Kreszenz (Centa) Beimler (Ehefrau von Hans Beimler/Spanienkämpfer), Anton Schinharl, Otto Aster, Viktoria Hösl, Wilhelm Wastlhuber, Anna Kemeter, Ludwig Bader, Johann Bauer, Willi Brink, Franz Eggl, Hans Feulner, Franz Grandl, Hans Herker, Engelbert Kimmberger, Stefan Marschall, Hans Raab, Georg Rahm und Karl Stadelmann.

## Die Zusammenarbeit mit der Tiroler Gruppe

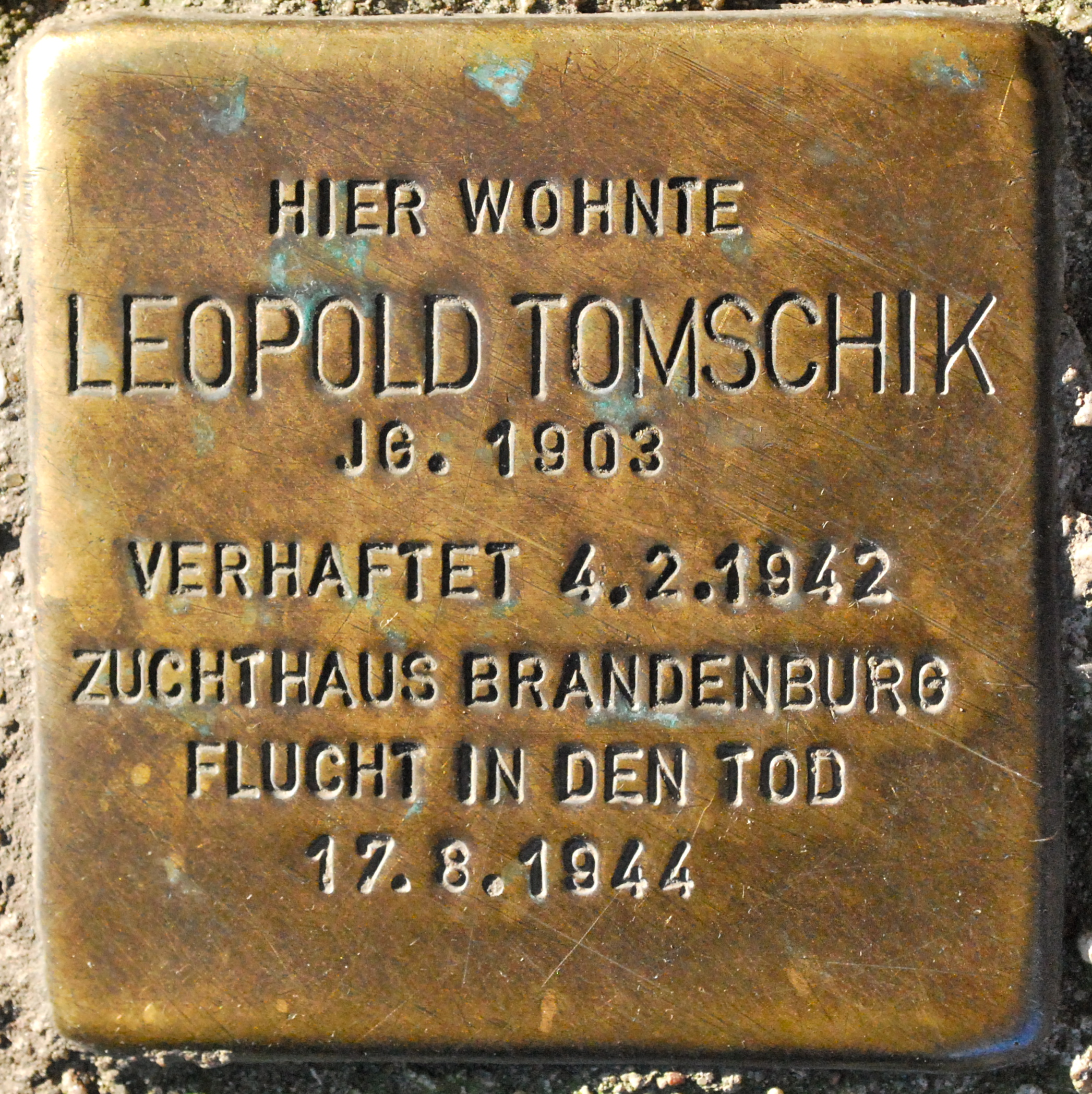
Stolperstein Leopold Tomschik Dunckerstraße 58

Der Österreicher Leopold Tomschik, der in Deutschland lebte, machte im Frühjahr 1941 Heimaturlaub. Dort traf er über Bekannte den Alt-Bürgermeister von Kitzbühel Josef Pair. Dabei erfuhr er das es im Bundesland Tirol zahlreiche (kommunistische) Widerstandsgruppen gab.

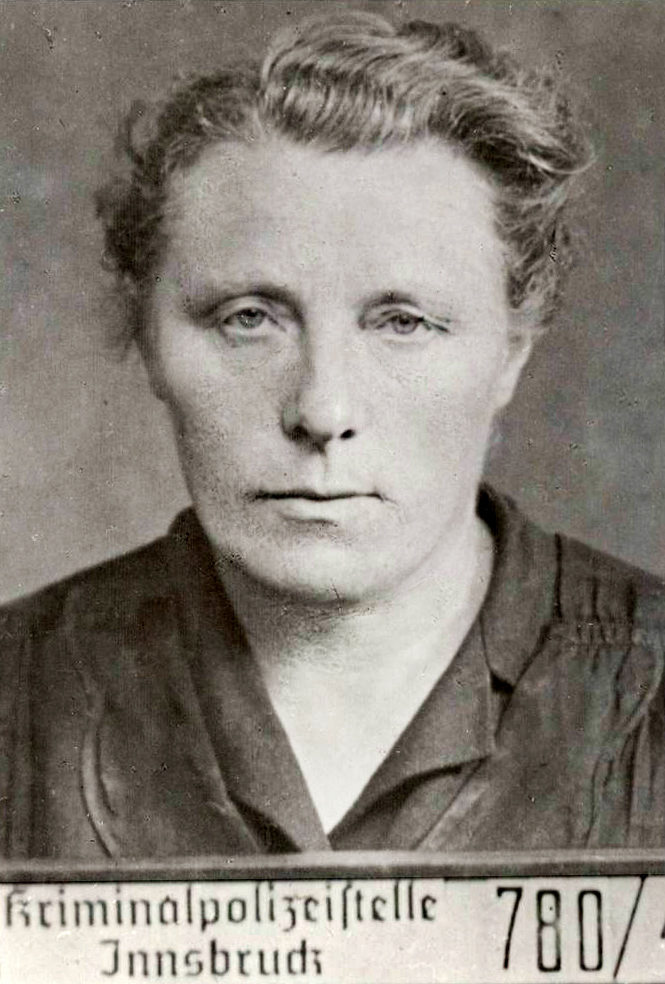
Adele Stürzl

In der nachfolgenden Tabelle wird versucht, die Mitglieder nach den KPÖ-Ortsgruppen zu sortieren. Zuweilen war es nicht einfach wie am Beispiel Anton Rausch zu sehen ist. Er scheint in Kitzbühel gearbeitet zu haben. Seine Braut Anna Koidl hatte eine Wohnung in Wörgl und eigentlich kam er aus Kirchbichl.
| Ort/KPÖ                 | Mitglieder | Ort/KPÖ | Mitglieder |
| ----------------------- | --- | --- | --- |
| Häring                  | | Wörgl | Michael Fürst (Schuhmachermeister), Anna Koidl, Franz Toman (Magazinaufseher), Erwin Federspiel |
| Hopfgarten (Hohe Salve) | Alois Graus (Postfacharbeiter), Anton Dummer (Eisenbahner) | Innsbruck (Landeshauptstadt) | Josef Werndl (Malermeister), Andreas Obernauer (Eisenbahnschaffner) |
| Kirchberg               | | Kufstein | Adele Stürzl (Hausfrau), Georg Gruber (Fahrdienstleiter), Adalbert Horejs (Metalldrucker), Hans Vogl (Hauptschuldirektor/Zell am Ziller), Thomas Salvenmoser (Eisenbahner), Alois Ehrenstrasser (Telegrafenleitungsaufseher) |
| Kirchbichl              | Mathias Pfluger | Zuordnung noch nicht möglich | Michael Fürst Elisabeth Bachmann Anton Pockenauer (Eisenbahnmitarbeiter) Elisabeth Salvenmoser |
| Kitzbühel               | Franz Stocker (Gärtner), Josef Pair (Ehemaliger Bürgermeister), Anton Rausch (Verkaufsleiter, Angestellter), Ignaz Zloczower (Friseur), Viktor da Pont (Friseurmeister), Adele Obermayr (Bundesrätin/Landtagsabgeordnete), | Sie standen im selben Verfahren zusammen mit anderen Mitgliedern vor Gericht: siehe auch VGH, 10 (9) J819/43 (Prozess) – 6H28/44 (Urteil). Auch hier ist eine Zuordnung dem Autor nicht möglich. | Franz Wurzenrainer, Georg Rieder, Norbert Mayr, Peter Juffinger, Wilhelm Jelinek |

Robert Uhrig vertiefte die Kontakte nach Österreich während zweier „Urlaube“ in Tirol.
Willy Sachse besuchte die österreichischen Genossen auch öfters. Manchmal fuhr auch Otto Klippenstein (früher: SPD) mit. Wohnen konnten sie bei diesen Besuchen in Wörgl. Die Braut eines Mitglieds (Anna Koidl) bot diese illegale Unterkunft.

## Leitungsstruktur der „neuen“ Gruppe

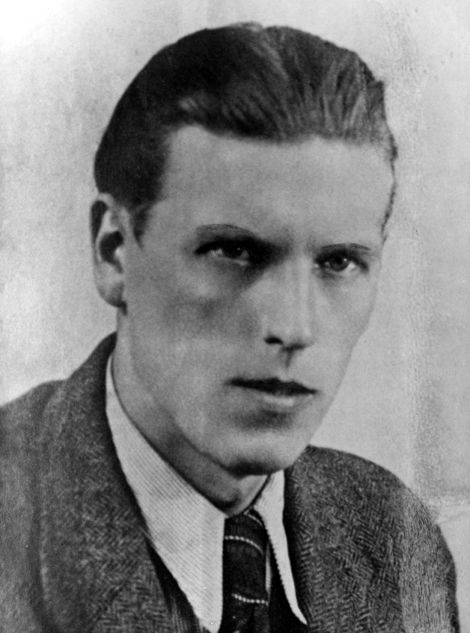
Paul Gesche

| Funktion           | Personen                                                                           |
| ------------------ | ---------------------------------------------------------------------------------- |
| Politische Leitung | Uhrig-Römer-Budeus                                                                 |
| Org. Leitung       | Lehmann-Riedel (später Gesche)-Grieb                                               |
| Agit.Prop.         | Frank-Sachse-Klippenstein (Schriftenherausgabe)                                    |
| Techniker          | Erich Kurz (Schriftenanfertigung) (nicht zu verwechseln mit dem Spitzel Hans Kurz) |
| Abwehrleitung      | Mett (mit mehreren Mitarbeitern)                                                   |

## Treffen bei Tiefensee (Gamengrund/Gamensee/Blumenthaler Forst)
Ein kühnes und mutiges Unterfangen ging auf die Initiative von Dr. Römer aus. Ein Autor schreibt sogar von einem einzigartigen Ereignis im Berliner Widerstand zu Kriegszeiten. Römer wollte eine öffentliche – aber möglichst sichere – Begegnung von möglichst vielen Mitgliedern der Gruppe bzw. mit vielen Betriebszellen. Grund für dieses einmalige Treffen war das mögliche Auseinanderbrechen der Gruppe. Am 24. August 1941 fand das Treffen an dem geheimen Ort statt. Es war ein Erholungsgebiet (Blumenthaler Forst) bei Tiefensee. Laut Martha Butte waren es etwa 60 Personen. Erich Wichmann schätzte die Menge auf mehr als 50 Personen. Natürlich war der geheime Treffpunkt durch Beobachtungsposten abgesichert. Bei dem Treffen ging es um die Themen Wirtschaft und die militärische Lage. Willy Sachse referierte über verschiedene Wirtschaftsfragen und Dr. Römer kommunizierte über die aktuelle militärische Lage. Im Gamengrund gibt es seit 1974 einen Gedenkstein der an die Kommunisten Josef Römer, Willy Sachse, Fritz Riedel und Kurt Ritter erinnert.

## Trennung von der Römer-Gruppe
Die Zusammenarbeit der Partnergruppen endete aber schon im Januar 1942 kurz vor den Verhaftungen im Februar 1942. Die Missachtung der konspirativen Verhaltensregeln war der Grund für die Trennung. Kurt Ehemann, Josef Römer und andere Freunde fielen „häufige Unvorsichtigkeiten und sehr gefährliche Vorgehensweisen im Umfeld des leitenden Betriebsverantwortlichen Franz Mett“, auf. Sie sollten Recht behalten.

## Aufdeckung und Beginn der Verhaftungen am 4. Februar 1942
Im Februar 1942 wurde die Gruppe gesprengt. Die Verhaftungen dauerten von Februar 1942 bis April 1942. In Tirol bis Juli 1942. Die Spitzel Hans Kurz, Willi Lukow und ein gewisser „Ihwo“ waren für die Aufdeckung der Uhrig-Römer-Gruppe verantwortlich. Hans Kurz arbeitete als Techniker bei der Firma Lorenz. Er gewann das Vertrauen der Abwehrleitung (Franz Mett) und wurde dessen Hilfe. Über Willi Lukow gibt es sehr wenige Informationen. Es ist nur bekannt, dass er die Spitznamen „Ernst“ und „Pustel-Willi“ hatte. „Als die Gruppe gemerkt hat, dass ein Spitzel in den Kreis eingedrungen war, war es zu spät,“ bemerkte der Schlosser Willy Gohlke nach dem Krieg. Aus 22 Unternehmen mit Betriebszellen wurden Funktionäre verhaftet.

## Haftzeit und Prozesse
Anfang Februar 1942 wurden die ersten Mitglieder festgenommen. Uhrig und etwa 40 seiner Gefährten kamen als Häftlinge in das KZ Sachsenhausen bei Oranienburg. Trotzdem dauerte es bis zum Beginn der Prozessserie vor dem Volksgerichtshof im Juni 1944 fast zweieinhalb Jahre. Grund für die Verzögerungen war angeblich die Suche nach den verschiedenen Auslandsbeauftragten der KPD und ihren Mithelfern und Quartiergebern. Es gab insgesamt vier Volksgerichtshofverfahren und mindestens zehn Kammergerichtsverfahren.
Hier die Verfahren am Volksgerichtshof, der wegen Kriegsschäden in Potsdam tagte:
Prozess A gegen Robert Uhrig und elf andere mit Prozessbeginn am 7. Juni 1944
Prozess B gegen Fritz Plön und zehn andere mit Prozessbeginn am 6. Juli 1944
Prozess C gegen Erich Wichmann und zehn andere mit Prozessbeginn am 21. Juni 1944
Prozess D gegen Otto Schmirgal und zwölf andere mit Prozessbeginn am 5. September 1944
Bei den Verfahren A-D am VGH waren 47 Mitglieder angeklagt. 31 von Ihnen wurden zum Tode verurteilt.
In den Kammergerichtsverfahren wurden 24 weitere Angehörige der Widerstandsgruppe zur Verantwortung gezogen. Die Verhandlungen wurden aufgrund von Bombenschäden nach Landsberg an der Warthe und Potsdam (VGH-Prozesse) ausgelagert.

## Die Vollstreckungen der Todesurteile und weitere Schicksale

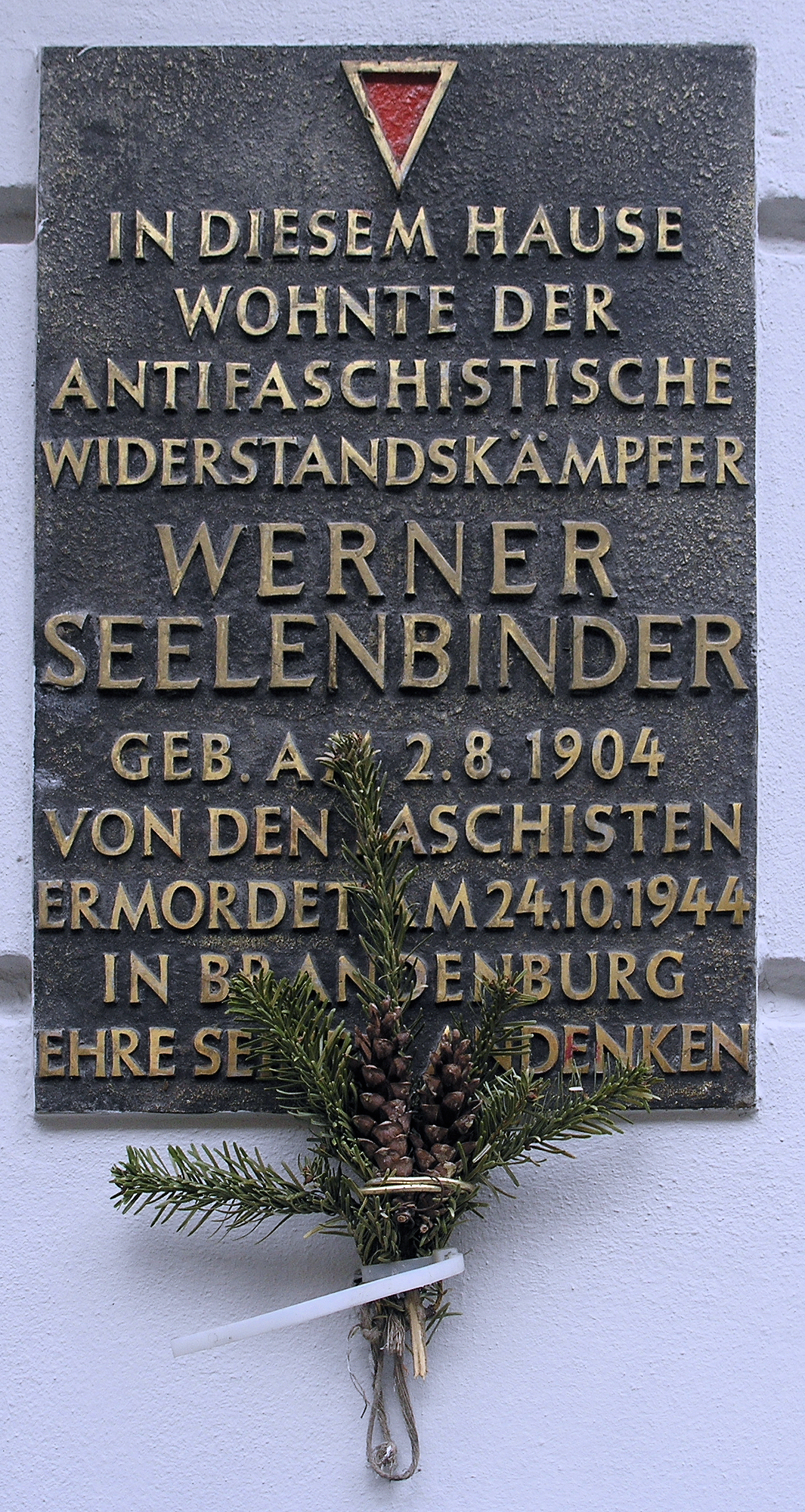
Gedenktafel Werner Seelenbinder Glatzer Straße 6 (Friedrichshain)

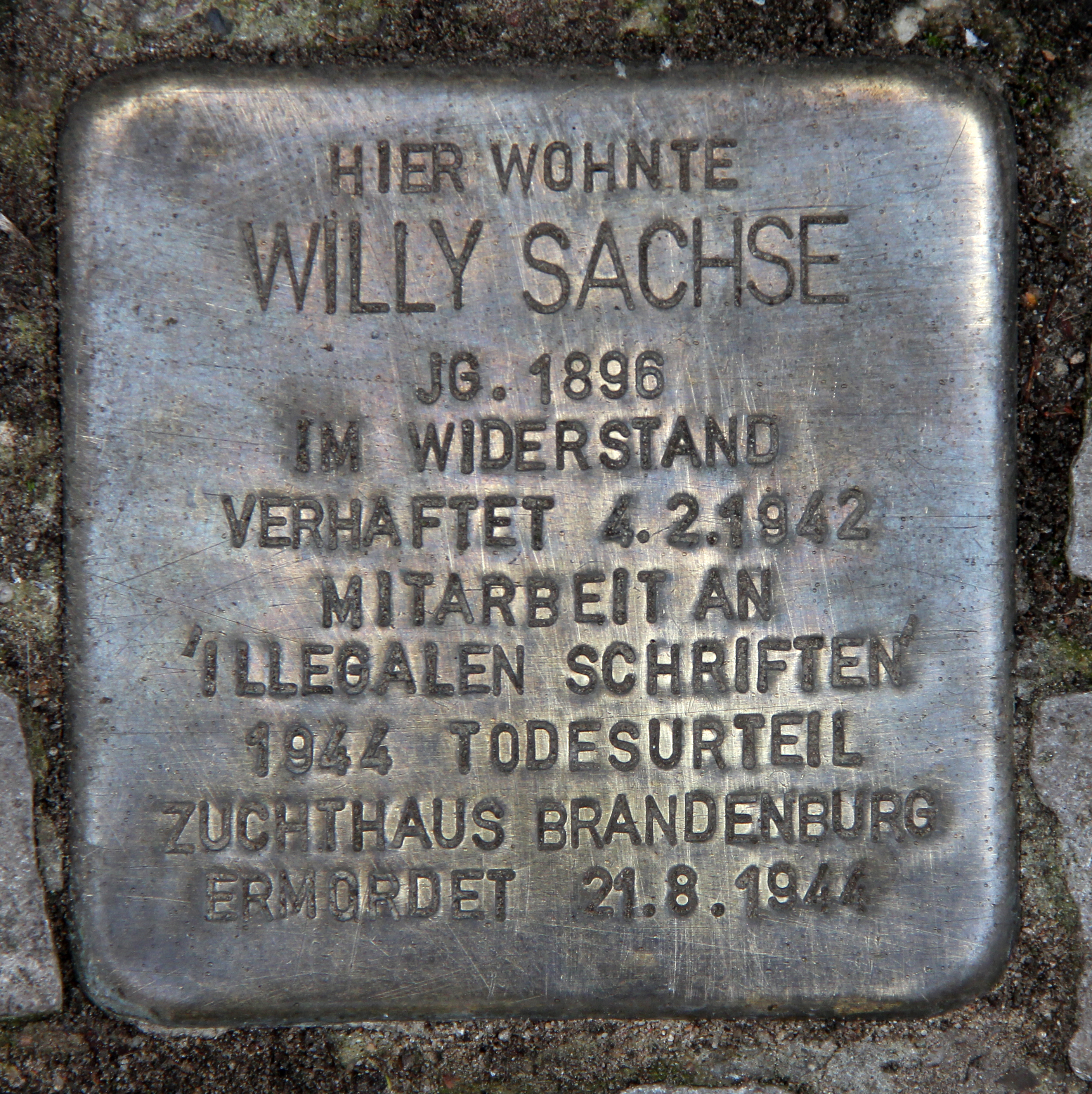
Stolperstein Willy Sachse Corker Straße 29 (Wedding)

Von den ca. 170 Mitgliedern (andere Quellen sprechen von ca. 200 Personen), die im Zeitraum von 1942 bis 1945 arrestiert wurden, überlebten 78 den Nazi-Terror nicht. Im Zuchthaus Brandenburg-Görden starben Robert Uhrig, Dr. Josef Römer, Reinhold Meves, Willy Gebel, Wilhelm Böse, Johann Pierschke, Arthur Sodtke, Walter Strohmann, Hermann Tops, Walter Budeus, Karl Frank, Paul Gesche, Rudolf Grieb, Erich Kurz, Kurt Lehmann, Franz Mett, Fritz Riedel, Willy Sachse, Ernst Knaack, Helmut Masche, Fritz Plön, Heinrich Preuss, Wilhelm Rietze, Kurt Ritter, Fritz Siedentopf, Walter Eichberg, Erich Lodemann, Otto Schmirgal, Werner Seelenbinder, Johannes Zoschke und Walter Siemund. Sie wurden alle enthauptet.
In der Hinrichtungsstätte Berlin-Plötzensee („Plötze“) starben Charlotte Eisenblätter und Elfriede Tygör. Im Gefängnis München-Stadelheim starben Otto Binder, Engelbert Kimmberger, Wilhelm Olschewski (junior), Viktor da Pont, Georg Gruber, Andreas Obernauer, Anton Rausch, Hans Vogl, Hans Hartwimmer, Johann Reisinger und Gustav Straub. Im KZ Sachsenhausen starben Gustav Widrina, Philipp Zöllner, Max Pohle, Georg Klinner und Erich Kühne. Im KZ Dachau starb Michael Hommer. Alois Graus starb im KZ Mauthausen. Im KZ Auschwitz starben Ignaz Zloczower und Heinz Müller.
Herbert Zobel starb im Gestapolager Wuhlheide, Alfred Mehlhemmer in einem Lager nahe Potsdam. Im KZ Ravensbrück starb Anna Reinicke. Willy Andrek und Josef Werndl starben bereits in der Untersuchungshaft. Josef Pair, Simon Hutzler, Wilhelm Olschewski (senior), Karl Huber, Thomas Salvenmoser und Franz Toman starben in verschiedenen Gefängnis-Krankenstationen oder in Krankenhäusern. Leopold Tomschik, Gustav Kensy, Raimund Gstür, Hilde Seigewasser, Max Drescher, Otto Puchert, Paul Seher, Karl Hübener, Kurt Nelke und Richard Traut starben jedoch noch während der Haft. Einige Mitglieder verstarben auch bald nach der Befreiung an den Folgen der Haft.

## Wichtige Mitglieder der Gruppe

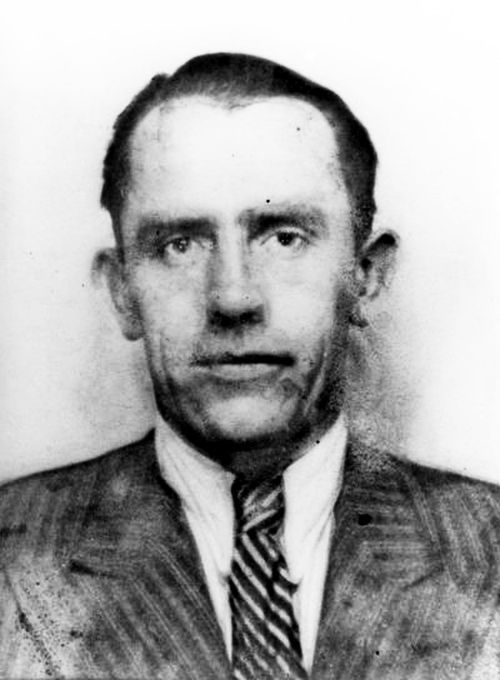
Walter Budeus

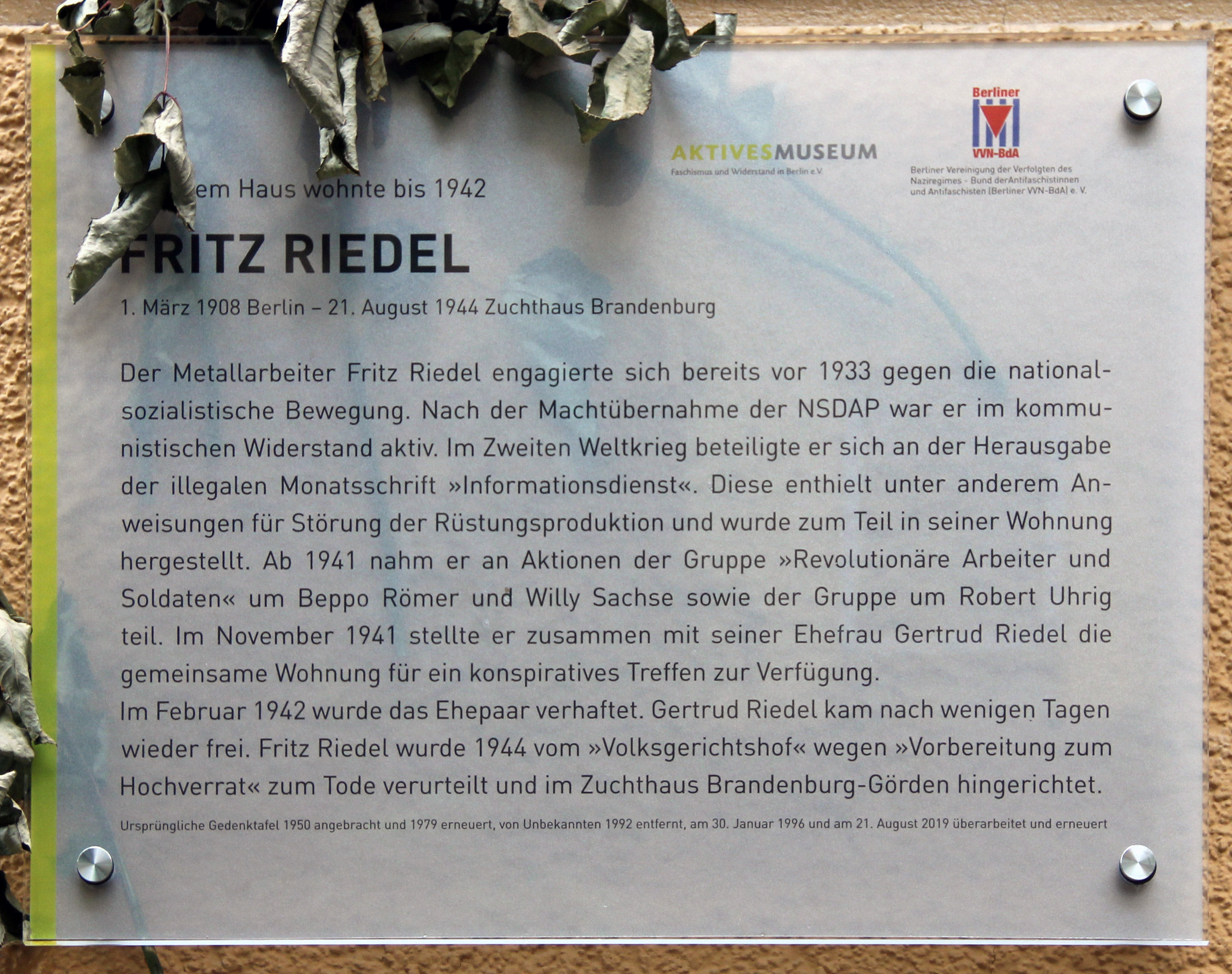
Gedenktafel Fritz Riedel in der Rigaer Straße 64 (Friedrichshain)

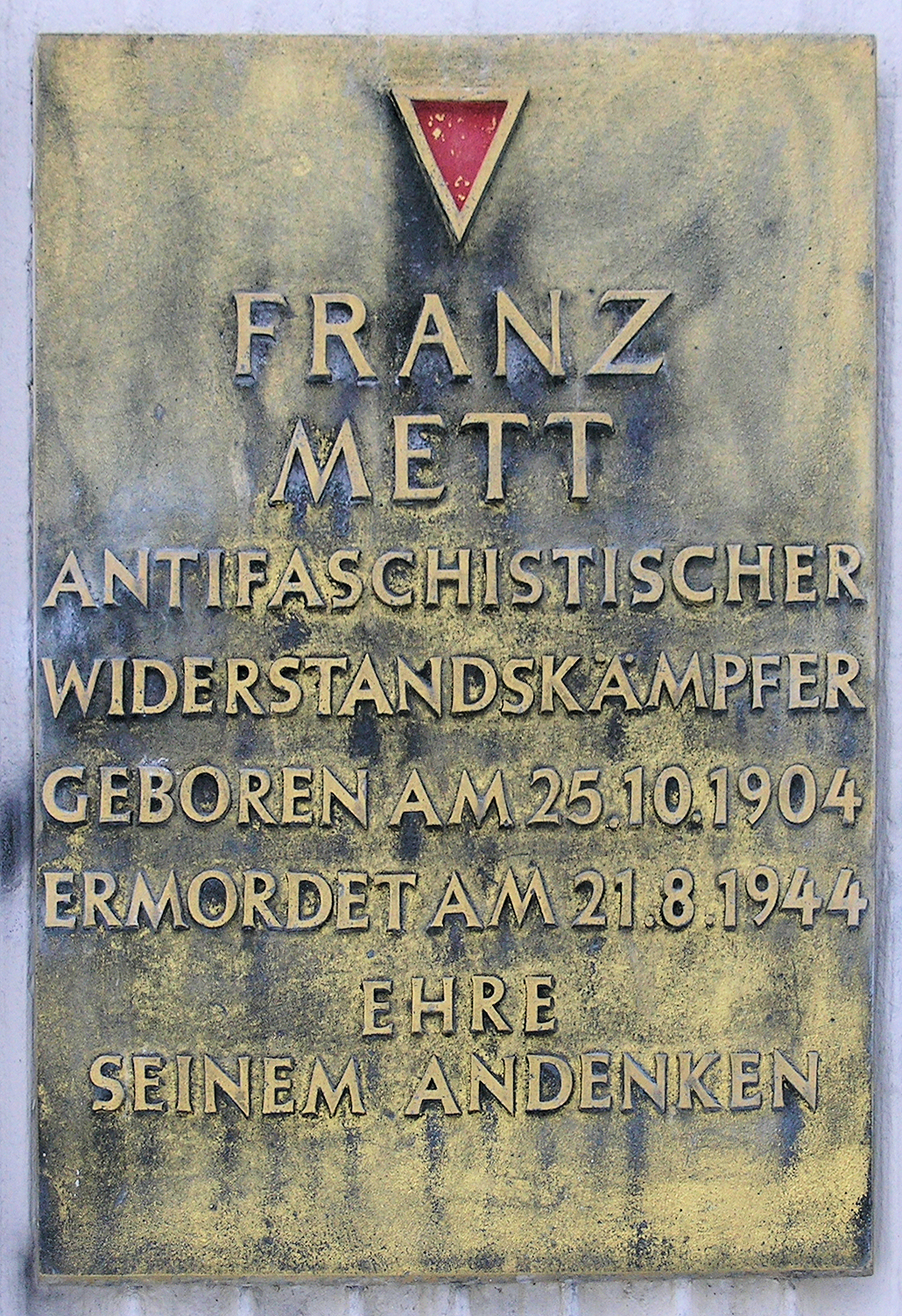
Gedenktafel Franz Mett Weinmeisterstraße 16 (Mitte)

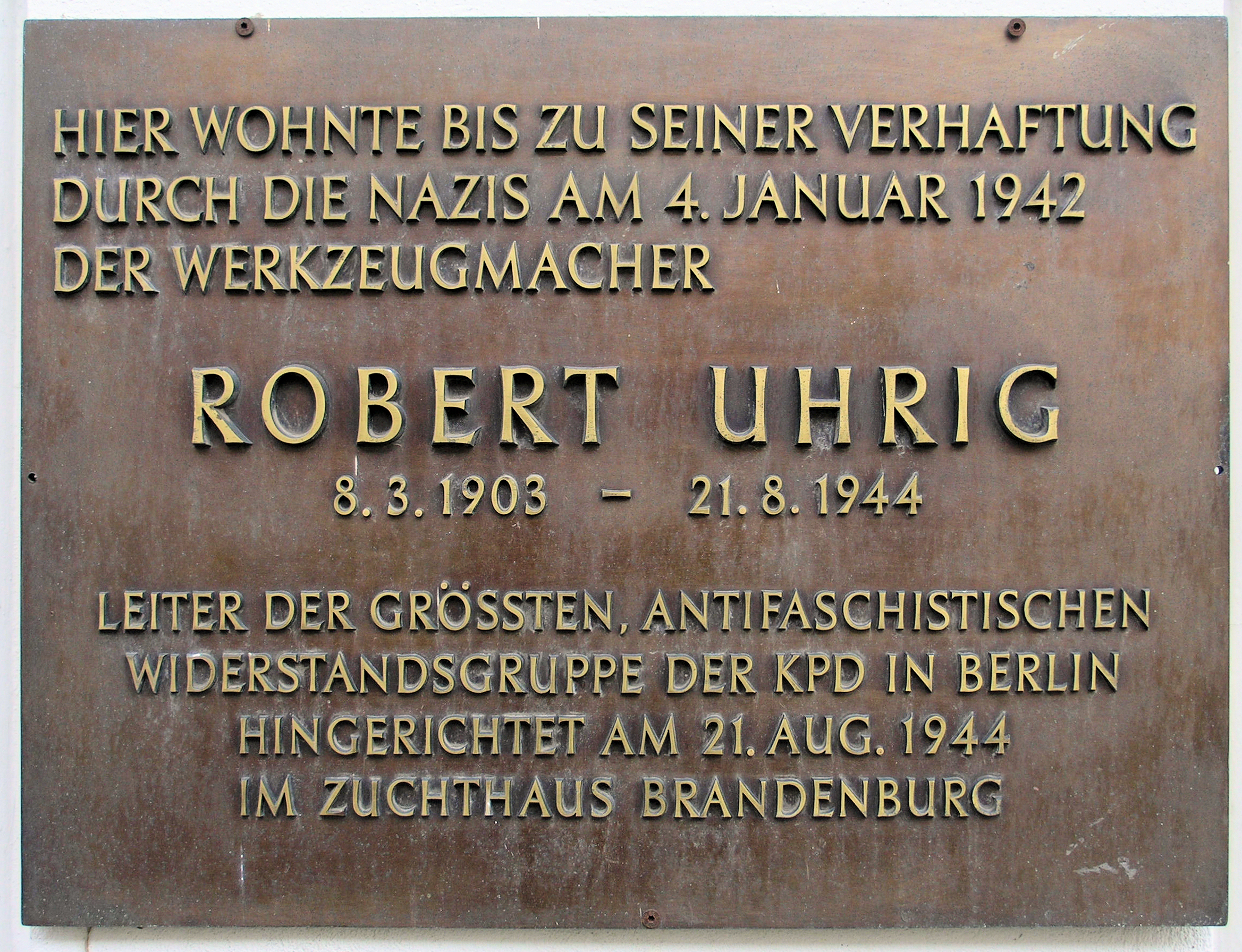
Gedenktafel Robert Uhrig Wartburgstraße 4 (Schöneberg)

- Robert Uhrig
- Josef Römer
- Franz Mett
- Fritz Riedel
- Walter Budeus

## Fazit über die Arbeit der Uhrig-Römer-Gruppe
Der Aufbau eines reichsweiten illegalen Netzwerkes unter („angeblich“) strengster Konspiration trotz Gestapo und Werkschutz war eine große Leistung der Gruppe um Uhrig. Nachdem die Gruppe mehr als drei Jahre bestanden hat und die feste Zusammenarbeit mit der Gruppe um Römer nur etwa vier Monate gedauert hat, muss man eigentlich von zwei unterschiedlichen Gruppen sprechen. Aber im Sprachgebrauch wird nur der Name „Uhrig-Römer-Gruppe“ verwendet. Luise Kraushaar hob in ihrem Buch die Macht und den Einfluss der Betriebszellen hervor. Hans-Rainer Sandvoß beurteilte deren Einfluss auf den Widerstand in seinen Büchern als weitaus geringer.

## Steckbrief über die Uhrig-Römer-Gruppe
| Uhrig-Römer-Gruppe                     | Stand: 5. Dezember 2021    |
| -------------------------------------- | -------------------------- |
| Politische Richtung:                   | Kommunistischer Widerstand |
| Aktionsgebiet:                         | reichsweiter Widerstand    |
| Aktionszeitraum:                       | 1936/1938–1942             |
| Anzahl der Mitglieder (Kerngruppe):    | 170                        |
| Hingerichtete Mitglieder (Kerngruppe): | 78                         |
| Überlebende Mitglieder (Kerngruppe):   | 92                         |

Literatur diesbezüglich siehe Luise Kraushaar.

## Mitgliederliste
Hier befindet sich eine Aufstellung der Mitglieder der Uhrig-Römer-Gruppe.

## Gedenkorte an die Mitglieder der Uhrig-Römer-Gruppe
Hier finden Sie eine Aufstellung über die verschiedenen Gedenkorte und die unterschiedlichen Gedenkformen für die Mitglieder der Uhrig-Römer-Gruppe.

### Uhrig-Römer-Gruppe
- Stadt Potsdam
- Potsdamer Neueste Nachrichten
- deutschegeschichten.de

### Mitglieder
- Robert Uhrig: Museum Lichtenberg. GDW.
- Franz Mett: Museum Lichtenberg. GDW. Franz-Mett-Straße. In: Straßennamenlexikon des Luisenstädtischen Bildungsvereins (beim Kaupert)
- Werner Seelenbinder: GDW. nd-aktuell.de
- Erich Kurz: Museum Lichtenberg. Erich-Kurz-Straße. In: Straßennamenlexikon des Luisenstädtischen Bildungsvereins (beim Kaupert)
- Elfriede Tygör: Museum Lichtenberg. Elfriede-Tygör-Straße. In: Straßennamenlexikon des Luisenstädtischen Bildungsvereins (beim Kaupert)
- Willy Sachse: GDW.
- Wilhelm Olschewski: GDW.
- Josef Beppo Römer: GDW.
- Walter Budeus[8]
- Fritz Riedel[9]

## Verwendete Literatur zu diesem Artikel
- Luise Kraushaar: Berliner Kommunisten im Kampf gegen den Faschismus 1936–1942. Dietz Verlag, Berlin 1981; DNB 820237590.
- Hans-Rainer Sandvoß: Die andere Reichshauptstadt Widerstand aus der Arbeiterbewegung in Berlin von 1933 bis 1945. 1. Auflage. Lukas Verlag für Kunst- und Geistesgeschichte, Berlin 2007, ISBN 978-3-936872-94-1, S. 455–469.
- Hans-Rainer Sandvoß: Mehr als eine Provinz! Widerstand aus der Arbeiterbewegung 1933–1945 in der preußischen Provinz Brandenburg. 1. Auflage. Lukas Verlag für Kunst- und Geistesgeschichte, Berlin 2019, ISBN 978-3-86732-328-4, S. 511–530.

Und diverse Ausgaben aus der Reihe Widerstand in Berlin der Gedenkstätte Deutscher Widerstand (GDW).